# 27-es busz (Szombathely, –2009)
A szombathelyi 27-es jelzésű autóbusz a Vasútállomás és a Múzeumfalu megállóhelyek között közlekedett 2009-ig. A vonalon Ikarus 415 és Ikarus 263 típusú autóbuszok közlekedtek. A vonalat a Vasi Volán Zrt. üzemeltette.

## Közlekedése
Csak hétköznapokon közlekedett a reggeli csúcsidőben és délután.

## Útvonala
| Múzeumfalu felé: | Vasútállomás felé: |
| --- | --- |
| - Vasútállomás - Szelestey László utca - Vörösmarty Mihály utca - Szent Márton utca - Thököly Imre utca - Kiskar utca - Hollán Ernő utca - Sörház utca - Petőfi Sándor utca - Magyar László utca - Gagarin út - Bartók Béla körút - Kárpáti Kelemen utca - Lajta utca - Múzeumfalu | - Múzeumfalu - Lajta utca - Kárpáti Kelemen utca - Bartók Béla körút - Gagarin út - Magyar László utca - Brutscher József utca - Sörház utca - Hollán Ernő utca - Kiskar utca - Thököly Imre utca - Szent Márton utca - Vörösmarty Mihály utca - Széll Kálmán utca - Vasútállomás |

## Megállói

### Múzeumfalu felé
| Megállóhely neve             | Menetidő | Átszállási lehetőségek                          | Fontosabb létesítmények |
| ---------------------------- | -------- | ----------------------------------------------- | --- |
| Vasútállomás                 | 0        | 1, 2A, 2C, 3, 3A, 5, 6, 7, 7A, 7C 8, 21, 25, 26 | Vasútállomás, Buszállomás, Éhen Gyula tér |
| 56-osok tere (Vörösm. u.)    | 2        | 1, 2C, 3, 6, 8                                  | 56-osok tere, Vámhivatal, Földhivatal, Államkincstár, Gyermekotthon                                                                            |
| Aluljáró (Szt. M. u.)        | 4        | 1, 3, 6, 8                                      | Borostyánkő áruház, Piac |
| Városháza                    | 6        | 1, 1A, 3, 3A, 6, 7, 7A, 7C, 8, 9, 26            | Városháza, Fő tér, Isis irodaház, Okmányiroda                                                                                                  |
| Nyomda                       | 8        | 3, 8, 9                                         | Nyomda, Óperint Üzletház, Smidt Múzeum |
| Autóbusz-állomás (Sörház u.) | 9        | 3, 8, 9, 23, 5                                  | Autóbusz-állomás, Ady tér, Tűzoltóság, Régi börtön, MMIK, Kereskedelmi és Vendéglátói Szakközépiskola, Puskás Tivadar Szakmunkásképző, Romkert |
| Vakok Intézete               | 12       | -                                               | Vakok Intézete, Nyugat Magyarországi Egyetem, Mesevár Óvoda                                                                                    |
| Arany János u.               | 13       | -                                               | Hotel Liget, Ezredévi park |
| Árpád utca                   | 15       | -                                               | |
| Mátra utca                   | 16       | -                                               | |
| Múzeumfalu                   | 18       | -                                               | Múzeumfalu, Csónakázótó |

### Vasútállomás felé
| Megállóhely neve             | Menetidő | Átszállási lehetőségek                          | Fontosabb létesítmények |
| ---------------------------- | -------- | ----------------------------------------------- | --- |
| Múzeumfalu                   | 0        | -                                               | Múzeumfalu, Csónakázótó |
| Mátra utca                   | 2        | -                                               | |
| Árpád utca                   | 3        | -                                               | |
| Arany János u.               | 5        | -                                               | Hotel Liget, Ezredévi park |
| Vakok Intézete               | 6        | -                                               | Vakok Intézete, Nyugat Magyarországi Egyetem, Mesevár Óvoda                                                                                    |
| Autóbusz-állomás (Sörház u.) | 9        | 3, 8, 9, 23                                     | Autóbusz-állomás, Ady tér, Tűzoltóság, Régi börtön, MMIK, Kereskedelmi és Vendéglátói Szakközépiskola, Puskás Tivadar Szakmunkásképző, Romkert |
| Nyomda                       | 11       | 3, 8, 9                                         | Nyomda, Óperint Üzletház, Smidt Múzeum |
| Városháza                    | 12       | 1, 1A, 3, 3A, 6, 7, 7A, 7C, 8, 9, 26            | Városháza, Fő tér, Isis irodaház, Okmányiroda                                                                                                  |
| Aluljáró (Thököly u.)        | 13       | 1, 1A, 3, 6, 7, 9, 26                           | Történelmi Témapark, Ferences templom |
| 56-osok tere (Széll K. u.)   | 15       | 1, 2A, 3, 6, 7                                  | 56-osok tere, Vámhivatal, Földhivatal, Államkincstár, Gyermekotthon                                                                            |
| Vasútállomás                 | 17       | 1, 2A, 2C, 3, 3A, 5, 6, 7, 7A, 7C 8, 21, 25, 26 | Vasútállomás, Buszállomás, Éhen Gyula tér |

## Menetrend

### Vasútállomástól indult
| Óra | Munkanapokon | Tanszüneti munkanapokon |
| --- | ------------ | ----------------------- |
| 5   | 20           | 20                      |
| 6   | 00, 40       | 00, 40                  |
| 7   | 20           | 20                      |
| 12  | 40           | 40                      |
| 13  | 20           | 20                      |
| 14  | 00, 40       | 00, 40                  |
| 15  | 40           | 40                      |
| 16  | 20           | 20                      |
| 17  | 00, 40       | 00,40                   |

### Múzeumfalutól indult
| Óra | Munkanapokon | Tanszüneti munkanapokon |
| --- | ------------ | ----------------------- |
| 5   | 00, 40       | 00, 40                  |
| 6   | 20           | 20                      |
| 7   | 00, 40       | 00, 40                  |
| 13  | 00, 40       | 00, 40                  |
| 14  | 20           | 20                      |
| 15  | 00           | 00                      |
| 16  | 00, 40       | 00, 40                  |
| 17  | 20           | 20                      |

## Megjegyzés
A 3A, 7A és 7C járatok is már megszűntek.